# Щербанська сільська рада
Щерба́нська сільська́ ра́да (до 01.02.1945 — Ельзаська) — колишня адміністративно-територіальна одиниця та орган місцевого самоврядування в Роздільнянському районі (поділ 1930-2020) Одеської області. Адміністративний центр — село Щербанка.
Дата ліквідації сільради — 17 липня 2020 року.

## Загальні відомості
Щербанська сільська рада була утворена в 1944 році.
- Територія ради: 64,917 км²
- Населення ради: 1 708 осіб (станом на 2001 рік)

## Історія
Населення Щербанської сільради району Енгельса Одеської округи Одеської губернії на початку 1924 року складало 1844 особи. Населення сільради становили німці. Вони мали 360 господарств.
Станом на 1 вересня 1946 року до складу Щербанської сільської Ради входили: с. Щербанка, х. Новосільці.
На 1 травня 1967 року Щербанська сільська Рада мала сучасний склад населених пунктів. На території сільради був радгоспу імені Суворова (господарський центр — Щербанка).
Відповідно до розпорядження КМУ № 623-р від 27 травня 2020 року «Про затвердження перспективного плану формування територій громад Одеської області» Щербанська сільська рада разом ще з 3 місцевими радами району ввійшла до складу Лиманської селищної громади Роздільнянського району.

## Населені пункти
Сільській раді були підпорядковані населені пункти:
- с. Щербанка
- с. Нове
- с. Новосільці

## Населення
Згідно з переписом УРСР 1989 року чисельність наявного населення сільської ради становила 1720 осіб, з яких 783 чоловіки та 937 жінок.
За переписом населення України 2001 року в сільській раді мешкало 1658 осіб.

### Мова
Розподіл населення за рідною мовою за даними перепису 2001 року:
| Мова       | Відсоток |
| ---------- | -------- |
| українська | 73,59 %  |
| російська  | 15,22 %  |
| молдовська | 9,66 %   |
| білоруська | 0,35 %   |
| гагаузька  | 0,29 %   |
| болгарська | 0,18 %   |
| вірменська | 0,18 %   |
| інші       | 0,53 %   |

## Склад ради
Рада складається з 18 депутатів та голови.
- Голова ради:

### Керівний склад попередніх скликань
| Прізвище, ім'я, по батькові | Основні відомості                      | Дата обрання | Дата звільнення |
| --------------------------- | -------------------------------------- | ------------ | --------------- |
| Вітюк Анатолій Васильович   | Сільський голова, 1960 року народження | 26.03.2006   | 31.10.2010      |

Примітка: таблиця складена за даними сайту Верховної Ради України

### Депутати
За результатами місцевих виборів 2010 року депутатами ради стали:

#### За суб'єктами висування
| Суб'єкт висування | Кількість обраних депутатів | %    |
| ----------------- | --------------------------- | ---- |
| Партія регіонів   | 10                          | 55,6 |
| Самовисування     | 5                           | 27,8 |
| Народна партія    | 3                           | 16,7 |

#### За округами
| № округу        | Прізвище, ім'я, по батькові    | Дата визнання обраним | Освіта             | Партійна приналежність | Відомості про обраного депутата              |
| --------------- | ------------------------------ | --------------------- | ------------------ | ---------------------- | -------------------------------------------- |
| Народна Партія  |                                |                       |                    |                        |                                              |
| 4               | Калинич Сергій Юрійович        | 02.11.2010            | вища               | член Народної партії   | ДПДГ ім. Суворова, головний агроном          |
| 9               | Чернишков Володимир Микитович  | 02.11.2010            | середня спеціальна | член Народної партії   | ДПДГ ім. Суворова, керівник відділу № 1      |
| 18              | Данильчак Наталія Анатоліївна  | 02.11.2010            | вища               | член Народної партії   | ДПДГ ім. Суворова, бухгалтер                 |
| Партія регіонів |                                |                       |                    |                        |                                              |
| 1               | Шеремет Лілія Григорівна       | 02.11.2010            | вища               | член Партії регіонів   | Щербанська загальноосвітня школа, вчитель    |
| 3               | Сахнюк Олексій Васильович      | 02.11.2010            | середня спеціальна | член Партії регіонів   | пенсіонер                                    |
| 5               | Вдовіченко Віктор Анатолійович | 02.11.2010            | середня            | член Партії регіонів   | консервний завод, с Степанівка, механік      |
| 6               | Лазар Михайло Семенович        | 02.11.2010            | вища               | член Партії регіонів   | Щербанська загальноосвітня школа, вчитель    |
| 8               | Овсєєнко Марія Миколаївна      | 02.11.2010            | вища               | член Партії регіонів   | Щербанська сільська рада, землевпорядник     |
| 10              | Товпинець Лариса Євгенівна     | 02.11.2010            | вища               | член Партії регіонів   | Щербанська сільська рада, директор центру    |
| 11              | Домаскін Микола Миколайович    | 02.11.2010            | середня            | член Партії регіонів   | приватний підприємець                        |
| 12              | Гошуренко Тетяна Іванівна      | 02.11.2010            | вища               | член Партії регіонів   | Щербанська сільська рада, головний бухгалтер |
| 15              | Вітюк Раїса Семенівна          | 02.11.2010            | вища               | член Партії регіонів   | пенсіонер                                    |
| 16              | Щербина Іван Дмитрович         | 02.11.2010            | середня            | член Партії регіонів   | приватний підприємець                        |
| Самовисування   |                                |                       |                    |                        |                                              |
| 2               | Бирке Микола Андрійович        | 02.11.2010            | середня            | позапартійний          | тимчасово не працює                          |
| 7               | Полєвой Вадим Євгенович        | 02.11.2010            | вища               | позапартійний          | Щербанська загальноосвітня школа, вчитель    |
| 13              | Болокан Микола Михайлович      | 02.11.2010            | середня            | позапартійний          | ДПДГ ім. Суворова, робітник                  |
| 14              | Болокан Наталія Йосипівна      | 02.11.2010            | середня спеціальна | позапартійна           | ДПДГ ім. Суворова, бухгалтер                 |
| 17              | Царан Євгеній Євдокимович      | 02.11.2010            | середня            | позапартійний          | тимчасово не працює                          |